# Aud à l'Esprit Profond
Ne doit pas être confondu avec Aude la Très-Sage.
Aud Ívarsdóttir (née en 638), plus connue sous le nom de Aud à l'Esprit Profond (en vieux norrois : Auðr in djúpúðga), est une scalde et princesse scandinave mythique, ayant vécu au cours du VIIe siècle ou VIIIe siècle.
Elle est la fille d'Ivar Vidfamne et de Gothilde Alfsdotter, ainsi que la mère de Harald Hildetand, qui apparaît dans les sagas  Sögubrot, Hversu Noregr byggðist et le  Hyndluljóð.

## Biographie
Auðr est tout d'abord donnée en mariage à Rorik Slyngebond, un roi de Seeland, bien qu'elle aurait préféré épouser son frère  Helgi. Son père Ivar Vidfamne décide de mettre à profit cette situation. Il déclare à Rorik qu'Auðr lui a été infidèle avec Helgi. La ruse réussit et Rorik furieux tue son frère Helgi, après quoi il est facile pour Ivar d'attaquer Rorik et de le tuer. Auðr s'enfuit vers Garðaríki, soit la côte russe de la Baltique, avec son fils Harald Hildetand, et elle épouse ensuite un roi local, Ráðbarðr, avec qui elle a un autre fils Randver.
Ivar est bouleversé à l'annonce de cette seconde union contractée sans son consentement et bien qu'il soit déjà vieux, il part pour Garðaríki avec une grande leidang (force armée d'hommes libres). Une nuit, alors qu'ils hébergeaient dans le golfe de Finlande, il fait un rêve étrange, et fait demander Hord qui l'a élevé dans le cadre du fosterage. Son père adoptif étant debout sur une haute falaise au cours de leur conversation, Ivar dit alors que le rêve avait prédit la mort d'Ivar et la fin de ses mauvaises actions. Ivar, tellement en colère par ces mots, se jette dans la mer, après quoi Hord fait de même.
Les trônes de Suède et de Danemark étant désormais vacants, le fils d'Auðr, Harald Hildetand, quitte alors la Scanie pour réclamer son héritage, avec l'aide de son beau-père Ráðbarðr.

## Famille

### Mariage et enfants
Mariée en premier lieu à Rorik Slyngebond, roi de Seeland, elle eut :
- Harald Hildetand.

De son second mariage avec Ráðbarðr, roi de Garðaríki, elle eut :
- Randver ;
- une fille.

### Sources
- (en) Cet article est partiellement ou en totalité issu de l’article de Wikipédia en anglais intitulé « Auðr the Deep-Minded » (voir la liste des auteurs), édition du 28 octobre 2013.